# Giacomo Antonio Morigia
Giacomo Antnio Morigia (Milà, 1497 - 1546) va ser un religiós italià que, juntament amb Sant Antoni Maria Zaccaria i Bartolomeo Ferrari va fundar els ordes dels Clergues Regulars de Sant Pau i les Germanes Angèliques de Sant Pau en 1531. És venerat com a venerable per l'Església Catòlica.
Havia nascut en una família noble de Milà, educant-se per a la vida militar i de patrici. Aspirant a la perfecció cristiana, va triar la vida religiosa. Renunciant a les rendes de l'Abadia de San Vittore al Corpo, que li havien ofert, va ser admès a la institució de Santa Corona, dedicada a la beneficència. Durant la pesta de 1524, es va lliurar al servei als malalts.
En 1530 va conèixer Antoni Maria Zaccaria i, juntament amb Bartolomeo Ferrari, van decidir de fundar un institut dedicat a la perfecció del clergat (els Clergues Regulars de Sant Pau), a més d'un de femení de religioses de vida activa (les Angèliques de Sant Pau) i una congregació de laïcs (els Laïcs de Sant Pau) per a fer apostolat entre les persones casades.
Morigia va exerci com a superior de l'orde. Va ser l'artífex de l'adquisició de l'església de Sant Bernabé de Milà per a l'orde, en 1545. En instal·lar-s'hi, l'orde va començar a ser coneguda com a barnabites.
Va destacar la seva austeritat i el seu lliurament al servei dels necessitats. Va morir a Milà el 13 d'abril de 1546, als 49 anys, a la casa de l'orde a Sant'Ambrogio. El seu cos va ser exposat a San Paolo delle Angeliche i, més tard, traslladat a San Barnaba, on va ser enterrat.
Aviat va ser venerat com a persona santa, però el decret d'Urbà VIII de 1634 prohibia el culte fins que haguessin passat cent anys de la mort de la persona. Després de la canonització d'Antoni Maria Zaccaria, en 1897, Morigia i Ferrari, cofundadors, van ser qualificats com a Nobilissimi et santissimi viri, i proclamats venerables.